# 십승지
십승지 (十勝地, 영어: Ten Excellent Sites for Protection and Good Luck) 또는 십승지지(十勝之地)는 《정감록》에 등장하는 지명을 말한다.
신명(神明)이 거처(居處) 또는 강림하는 곳이 인위적으로 만들어져서 단·묘·사(祠 또는 社)·전·궁(宮)·각(閣) 등으로 불린다. 이런 곳들은 단순한 공간이 아니라 신비성을 띤 별천지가 된다. 이러한 인위적인 처소가 아니고 자연상태의 한 지역이 신성한 곳으로 여겨지는 데가 있는데 십승지(十勝地)가 그런 거룩한 곳으로 신앙되고 있다.
십승지는 풍기의 금계촌(金鷄村), 봉화의 춘양면(春陽面), 보은의 속리산, 운봉(雲峰)의 두류산(頭流山), 예천의 금당동(金堂洞), 공주의 유구(維鳩)와 마곡(麻谷), 영월의 정동상류(正東上流), 무주의 무풍동(茂豊洞), 부안의 변산(邊山), 성주의 만수동(萬壽洞)이 꼽힌다. 이러한 곳들은 굶주림이나 싸움 등의 염려가 없고 세상의 여러 재앙 질병이 침범하지 못하는 피난처이며 자손이 창성하는 곳으로 생각되는 지역이다.